# Lichtentanne
Lichtentanne är en kommun och ort i Landkreis Zwickau i förbundslandet Sachsen i Tyskland. Kommunen har cirka 6 000 invånare.